# 查志文
查志文（16世紀—17世紀），號岐峯，浙江杭州府海寧縣人，明朝政治人物。

## 生平
查志文是嘉靖十七年進士查秉彝之子，隆慶元年（1567年）中舉人，授廬州通判，署任無為知州，萬曆八年（1580年）陞廬州同知仍掌無為州事，他愛護士民、政事完辦，重視學校，創建尊經閣，擴建當中的殿堂齋廡，捐贖紫芝書院遺址充當學印山，重建迎秀樓、文筆峯培養風水，又興建黃金墩、重修南橋、復辦鄉壇、修纂州志，不久地方旱災，他親自巡視郊野，贈與粥品錢財，並給藥餌種具撫恤災民，死後入祀名宦祠。

## 家族
高祖查實；曾祖查益，封按察司僉事；祖父查繪；父查秉彝，嘉靖十七年進士。

## 引用
1. 1 2  康熙《海寧縣志·卷七·選舉表》：明……隆慶丁卯科（舉人）……查志文 號岐峯，應天中式，仕廬州同知
2. ↑  嘉慶《無為州志·卷十四·職官志》：查志文，字岐峯，浙江海寧人，由舉人通判廬陽署州篆，萬厯八年以河工陞本府同知，仍掌州事，惠愛士民，政事畢舉，重學校，創建尊經閣，殿堂齋廡視舊制倍拓，捐贖紫芝書院遺址作學印山，復建迎秀樓、文筆峯以培風水，又築黃金墩、修南橋、興里社、祀八蜡、復鄉厲壇、纂輯州志，皆一時盛舉，歲值旱潦疫癘，親巡郊野，施粥布泉給藥餌賑種具，拊循拯恤無不具備，偉績昭然洵宜祀名宦云。
3. ↑  光緒《續修廬州府志·卷二十八·名宦傳三》：查志文，字岐峯，浙江海甯人，由舉人通判廬陽，尋視州篆，萬厯八年以河工加陞本府同知，仍掌州事，惠愛士民、政事畢舉，鼎新學校、築金墩、修南橋、興里社、祀八蜡、復鄉厲壇、纂輯郡志，皆一時盛舉，值歲旱潦疫癘，施粥布泉給藥餌賑種具以生活，一方拯恤之術纖悉具備，其播之輿頌者不可殫述。 州志
4. ↑  龚延明主编. . 宁波: 宁波出版社. 2016. ISBN 978-7-5526-2320-8. 《天一閣藏明代科舉錄選刊.登科錄》之《嘉靖十七年戊戌科進士登科錄》